# Georges Rodenbach

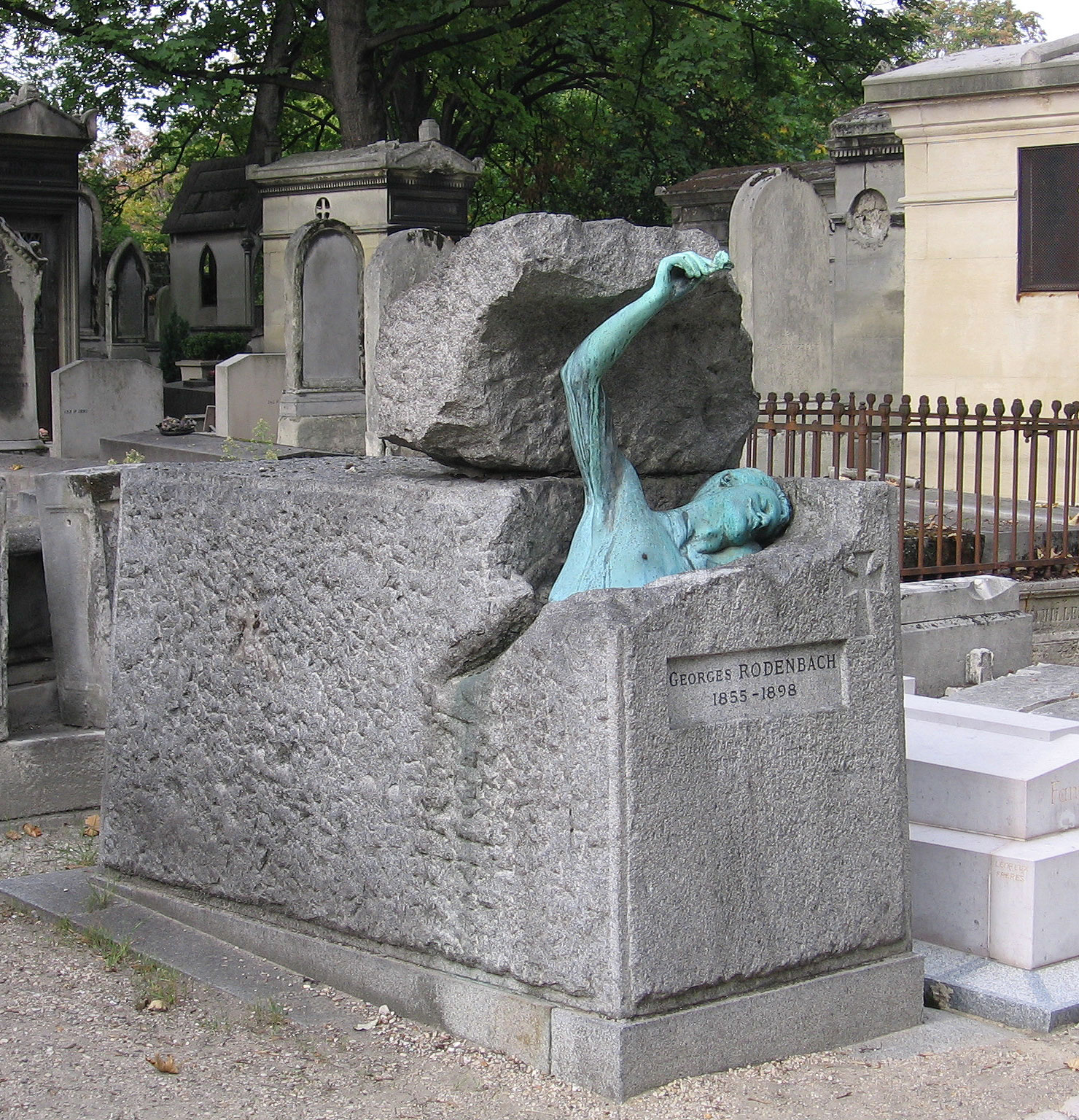
Tomba de Georges Rodenbach al cementeri de Père Lachaise, París

Georges Raymond Constantin Rodenbach (Tournai, 16 de juliol de 1855 - París, 25 de desembre de 1898) va ser un poeta i novel·lista belga adscrit al moviment simbolista. Va nàixer a Tournai i va estudiar a Gant, on va fer amistat amb el poeta Emile Verhaeren. Rodenbach va treballar com a advocat i periodista. Va passar els darrers anys de la seua vida a París com a corresponsal del Journal de Bruxelles, on es va fer amic d'Edmond de Goncourt. Va publicar vuit reculls de poesia i quatre novel·les, així com narracions curtes, obres de teatre i crítica. Va produir alguna obra de caràcter convencional ambientada a París, però el gruix de la seua obra és el producte d'una apassionada idealització de les tranquil·les ciutats flamenques on va passar la seua infantesa i els primers anys de la seua joventut. En la seua obra més cèlebre, Bruges-la-Morte (1892), explica que el seu objectiu és evocar la ciutat com un ésser viu, associada amb les vivències espirituals; aconsellant, dissuadint o empenyent a l'acció.

## Obres
- Le Foyer et les Champs (1877), poesia
- Les Tristesses (1879), poesia
- La Belgique 1830-1880 (1880), poema històric
- La Mer élégante (1881), poesia
- L'Hiver mondain (1884)
- Vers d'amour (1884)
- La Jeunesse blanche (1886), poesia
- Du Silence (1888)
- L'Art en exil (1889)
- Bruges-la-Morte (1892)
- Le Voyage dans les yeux (1893)
- Le Voile, drama
- L'Agonie du soleil (1894)
- Musée de béguines (1894)
- Le Tombeau de Baudelaire (1894)
- La Vocation (1895)
- A propos de "Manette Salomon". L'Œuvre des Goncourt (1896)
- Les Tombeaux (1896)
- Les Vierges (1896)
- Les Vies encloses (1896), poema
- Le Carillonneur (1897)
- Agonies de villes (1897)
- Le Miroir du ciel natal (1898)
- Le Mirage (1900)